# クワイエット・ストーム
クワイエット・ストーム （英: Quiet storm） は、コンテンポラリー・R&B、ジャズ・フュージョン、ポップ・ミュージックなどの影響を受けたソフト&メロウな曲調、スロー、もしくはミディアム・テンポ、リラックスしたリズムで特徴づけられる、ラジオ・フォーマットや音楽のジャンルである。

## 概要
1970年代中ごろにメルヴィン・リンゼイが、自身がDJとしてワシントンD.C.のFMラジオ局「WHUR-FM」で始めた番組が最初とされる。この番組名は、スモーキー・ロビンソンの1976年のアルバム『ア・クワイエット・ストーム (A Quiet Storm)』にちなむ。
クワイエット・ストームのリスナーは主に都市部の高級住宅街に住むアフリカ系アメリカ人とされている。メルヴィン・リンゼイのラジオ番組で流されるメロウでソウルフルなスロウ・ジャムとスムーズジャズが、後に「クワイエット・ストーム」という言葉で包括されるようになった。
スモーキー・ロビンソンの『ア・クワイエット・ストーム』は、このジャンルの名称に大きな影響を与えた。1976年、メルヴィンの「クワイエット・ストーム」フォーマットの放送は、7分間のスモーキー・ロビンソンのヒットソングから始まった。それは毎夜の恒例となり、ラジオから流れるロビンソンのトレードマークと言えるテノールは、多くのリスナーにとって慌しい一日の終わりのシグナルとなった。それは同時に、優雅なメロディをBGMに、くつろぎと落ち着いた気分を提供する深夜のひとときの始まりでもあった。この4時間のプログラムは、大人の聴衆に強くアピールした。
実際にはメルヴィンは当時代役でDJを務めたのだが、マネージャーに認められこの「クワイエット・ストーム」をメインとした番組を持った。この番組フォーマットは大変な好評を博し、数年のうちにアメリカ国内の放送局に広まり、アメリカの都市部のラジオ放送で、もともと空き時間帯であった一日の最後に放送される番組となった。
メルヴィン・リンゼイは1992年に没したが、彼が作り上げた「クワイエット・ストーム」のフォーマットは30年以上を経過した現在でも、一部のラジオ局で定番となっている。その内容は、当初のジャズだけに留まらず洗練されたR&Bからも曲を取り入れているが、相変わらず根幹にはメルヴィンが選んだ曲と、その流れを汲むジャズの分野から選曲されることが多い。

## 詳細
ブラックミュージックのひとつに含まれ、厳密な表現をすると、メロウな音程・落ち着いたテンポの特徴を併せ持つ音楽ジャンルと言える。感覚的には、ソフト&メロウな雰囲気を含みつつも、抑制するような作風の曲と言うこともできる。ジャンル的には、ソフトロックやアダルト・コンテンポラリー・ミュージックに近いが、ジャズからの影響も加わった都会的な音楽である。
クワイエット・ストームは1970年代中期から1990年代初頭のアメリカのベビーブーム世代に最も受けた。WHURを始め、都市部のブラック・ラジオ局の多くは今もクワイエット・ストーム番組を深夜枠で放送している。そこには、ネオ・ソウルと呼ばれる曲も加わっている。また、スムーズジャズやコンテンポラリー・ジャズ分野のメロウな曲も、クワイエット・ストームに分類されることがある。

## 主なアーティスト
クワイエット・ストームのジャンルが確立した時期には、コモドアーズ、アース・ウィンド・アンド・ファイアー、ルーサー・ヴァンドロス、アニタ・ベイカー、シャーデーが活躍した。また チャカ・カーン、モーリス・ホワイト、バリー・ホワイトやビル・ウィザース、そしてジャズ、フュージョンのグローヴァー・ワシントン・ジュニア、クラーク・デューク・プロジェクト、リー・リトナー、ラーセン＝フェイトン・バンドらの曲もあげることができる。なおワシントンは更に解釈を広げたスムーズジャズの礎となった。